# 西蒙娜·哈勒普
西蒙娜·哈勒普（羅馬尼亞语：Simona Halep，羅馬尼亞語發音：[siˈmona haˈlep]，1991年9月27日—），羅馬尼亞前女子網球運動員，單打最高世界排名第一，兩座大滿貫得主。
哈勒普曾為了取得更好的成績而接受縮胸手術，胸圍從34D罩杯縮至34C罩杯，2014年法國網球公開赛、2017年法國網球公開赛、2018年澳洲網球公開賽女單亞軍、2014年終總決賽單打亞軍。2019年《福布斯》統計收入最高的女運動員，哈勒普以年收入1020萬美元，排名第4名。

## 網球生涯

### 早年
哈勒普於2010年的摩洛哥非斯，西蒙娜·哈勒普從外圍賽中晉級主賽圈，擊敗了多名選手後進入決賽，惟敗給捷克的伊韋塔·貝內索娃而屈居亞軍。
曾經為法网青少组冠军的西蒙娜·哈勒普转入成人组后，为了取得更好的成绩而接受缩胸手术，上圍從34DD罩杯縮至34C罩杯，其後成績大有好轉，於2013年6月，在女子網球聯合會纽伦堡公开赛女单决赛的争夺中，7号种子的哈勒普直落两盘以6-3和6-3击败德国名将佩特科维奇，获得职业生涯首个女子網球聯合會赛事单打冠军。自此以后，哈勒普的运动成绩开始了大爆发。在2013年下半年，哈勒普狂卷6项冠军,仅次于当年状态火爆的世界第一小威廉姆斯。六个冠军中，包括三个国际赛（纽伦堡，荷兰草地赛，布达佩斯），两项顶级赛（纽黑文，莫斯科）以及索非亚小年终赛，年终排名窜升至11位。
2014年，哈勒普普在澳网比赛中击败前世界第一扬科维奇闯进八强，创个人澳网最佳，最终输给了最后的亚军齐布尔科娃。随后，在多哈站的比赛中，哈勒普决赛击败拉德万斯卡，首夺超五级别赛事冠军。皇冠赛印地安维尔斯站也闯入四强，不敌拉德万斯卡。进入红土赛季，哈勒普状态更加出色，在马德里站和法网比赛中分别闯入决赛，最终均负于莎拉波娃。法网后，哈勒普的世界排名上升至第三，创个人新高。
在隨後的溫網哈勒普一路過關，更在八強對陣前亞軍利斯基時，更連下十一局，在第二盤送蛋橫掃利斯基。在四強賽事對陣加拿大新星布沙爾，被布沙爾直落兩盤淘汰。
2014下半年哈勒普受腿部傷勢困擾，無法完全發揮，在美網第三輪爆冷輸給會外賽晉級的米里亚娜·卢契奇-巴罗尼。在WTA巡回赛总决赛中，名列第四種子的哈勒普發揮出色。於預賽中接連直落二擊敗同組的布莎爾和塞雷娜·威廉姆斯，其中更是以6-0，6-2的懸殊比數大敗塞雷娜·威廉姆斯。在四強戰時也以6-2，6-2輕鬆擊敗波蘭女將拉德萬斯卡進入決賽，再次面對塞雷娜·威廉姆斯，可惜以3-6，0-6不敵，屈居亞軍。

### 2020
哈勒普在迪拜网球锦标赛赢得了她的第20场WTA冠军，她先后击败了昂絲·加博，阿丽娜·萨巴伦卡和珍妮弗·布雷迪，随后在决赛中以第三盘抢七战胜了伊莲娜·莱巴金娜。

### 2022
10月20日，媒体报道哈勒普在2022年美国网球公开赛期间药检呈阳性，因此被国际网球诚信机构（ITIA）暂时禁赛。ITIA表示哈勒普被检测出违禁药物罗沙司他呈阳性。哈勒普在社交网站表示将「竭尽全力为真相而战」。

### 2024年：禁令上诉成功并重返网球赛场
哈勒普于2024年2月7日向体育仲裁法院 (CAS) 就四年禁赛提出上诉。3月5日公布裁决，法院同意哈勒普的论点，即她的检测结果呈阳性很可能是由于她一直使用的补充剂受到污染造成的。尽管法院认定哈勒普确实因使用该补充剂而承担一定程度的过错或疏忽，但并未达到足以证明多年禁令合理的程度。因此，法院的判决将国际网球联合会原来的四年禁赛期缩短为九个月，而哈勒普已经经历九个月的禁赛期。哈勒普被允许立即从禁赛中复出。
2024年3月7日，她获得了迈阿密公开赛的外卡。她最终在第一轮中对阵宝拉·巴多萨落败。

## 技術分析

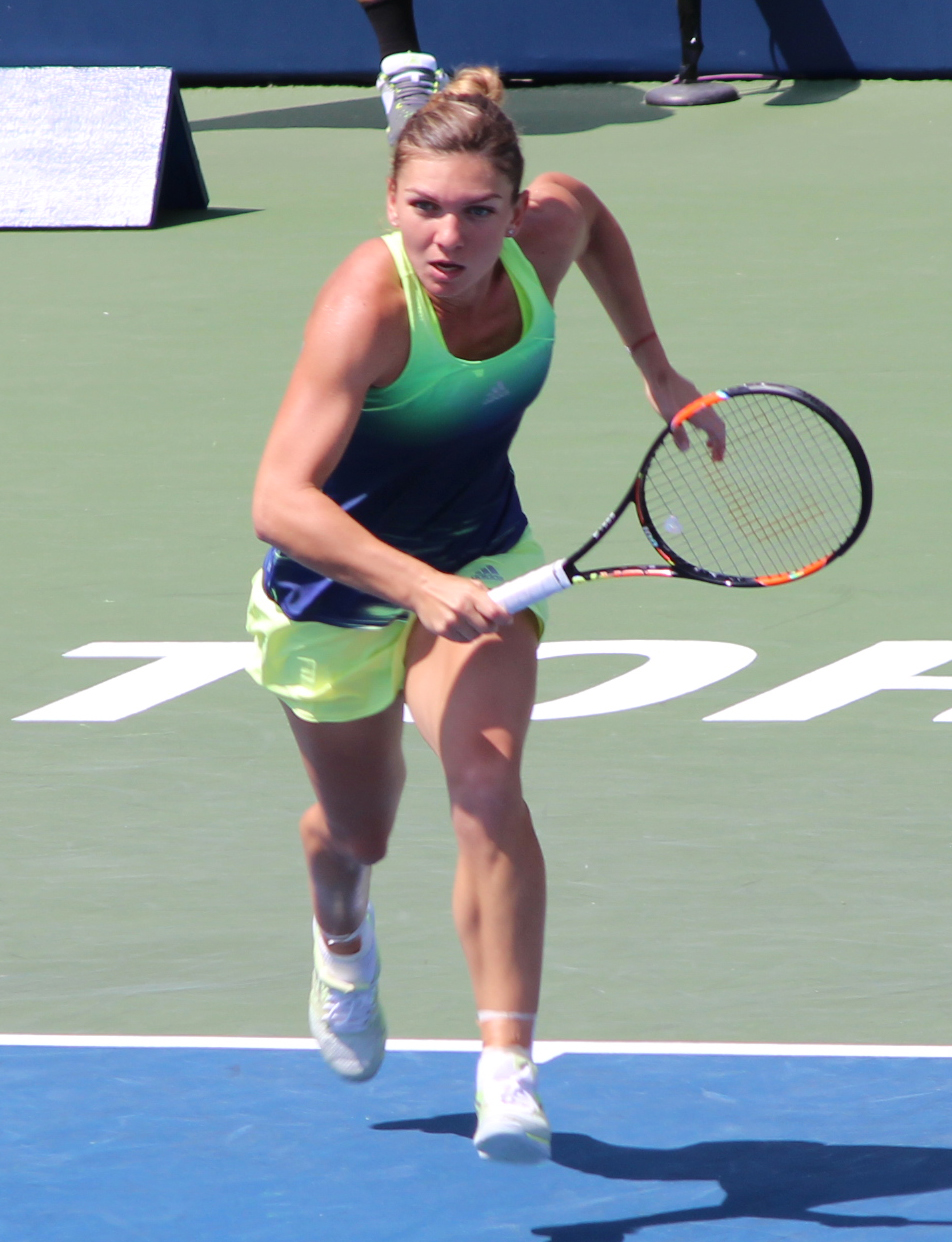
哈勒普之球場跑動

哈勒普稱自己為一名擅長攻擊底線的球員。她的網球偶像暨前世界第一球后賈斯汀·海寧稱 "她是一名聰明的球員。並經常使我想起我自己...攻擊非常帶有侵略性"。 她同時也具有優異的防守技巧及良好的跑動範圍。在2013年之後逐漸從單純將球回擊的選手轉變成更有攻擊性的打法。記者Louisa Thomas 將她與諾瓦克·喬科維奇相比，都是能從防守位置進攻，使對手在無防備的情況下將球反擊得分，不論是對角球或是直線.在球場上，哈勒普會試圖破壞對手的節奏，並利用自身速度及預判來增加擊球力量。由於她的靈活性 與平衡,使得他能成為攻擊及防禦都能兼具的全面性球員。
最擅長的球場是紅土，事實上她在所有場地都有出色的成績，並拿下紅土球場及草地球場的大滿貫冠軍，也曾在2018澳洲網球公開賽的硬地球場拿下亞軍。

哈勒普是職業女子球員中最好的接發球球員之一。在2019賽季末時一發接發得分率為41.6%、一發接發得分率為57.3%、破發率為44%皆為聯賽前段之成績。但受限於身高的緣故(168公分)，並不屬於發球具有優勢的球員，在2019賽季末時有69.2%之保發率，列為中段水平。

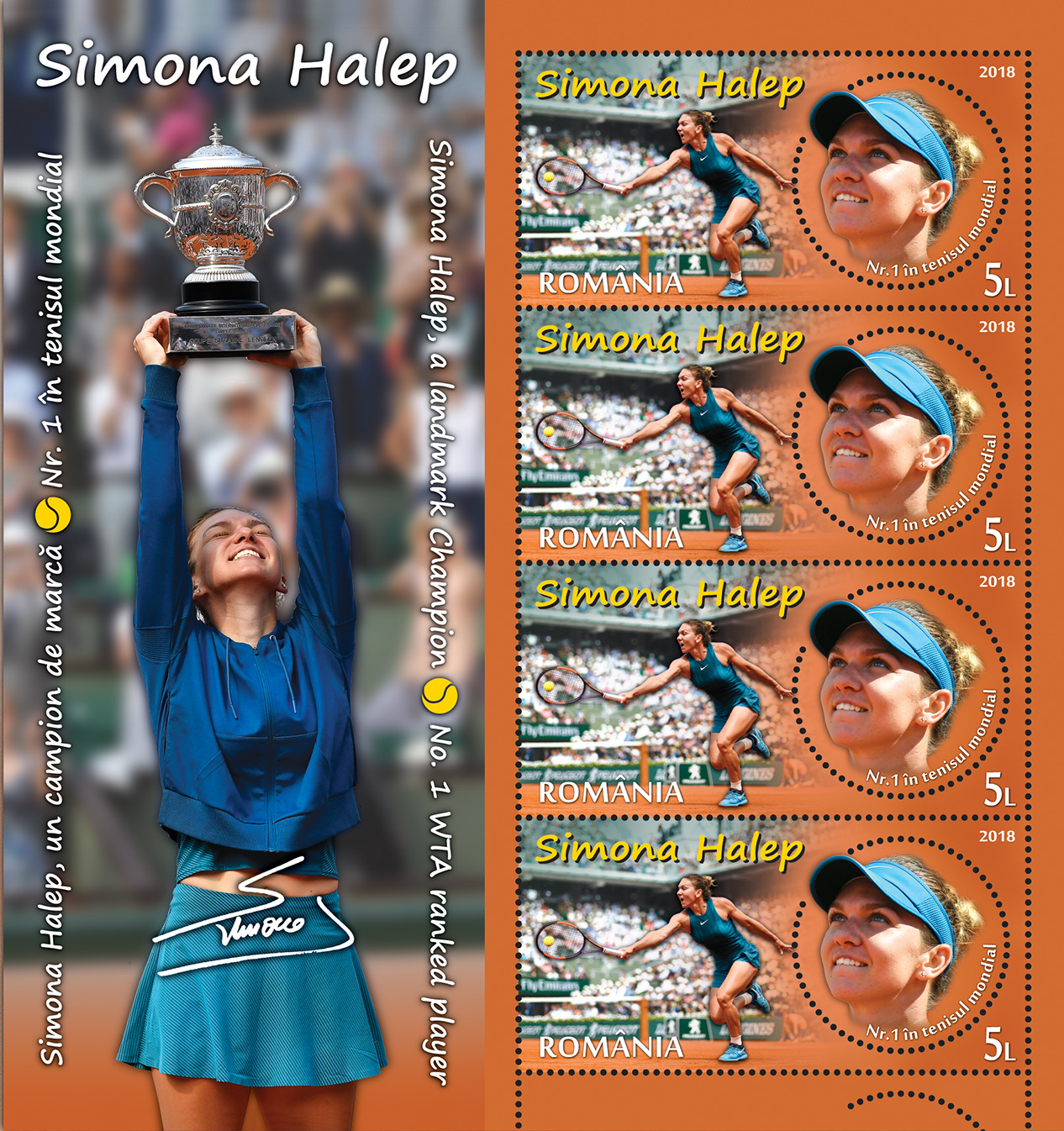
罗马尼亚发行纪念邮票，展示了西蒙娜·哈勒普举起2018年法网奖杯的形象。

## 大滿貫

### 女單冠軍（2）
| 年份 | 比賽   | 場地 | 決賽對手        | 對手國籍 | 勝方比分      |
| ---- | ------ | ---- | --------------- | -------- | ------------- |
| 2018 | 法網   | 紅土 | 斯蒂芬斯        | 美國     | 3–6、6–4、6–1 |
| 2019 | 溫布頓 | 草地 | 塞雷娜·威廉姆斯 | 美國     | 6–2、6–2      |

### 女單亞軍（3）

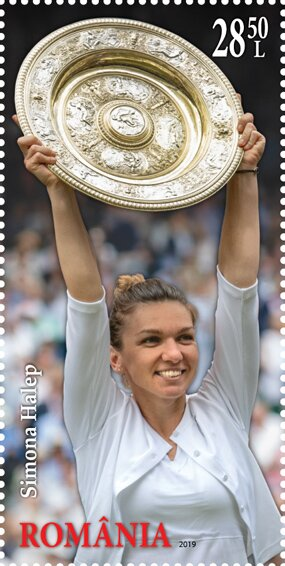
罗马尼亚邮票，哈勒普举起温布尔登奖杯

| 年份 | 比賽 | 場地 | 決賽對手   | 對手國籍 | 勝方比分       |
| ---- | ---- | ---- | ---------- | -------- | -------------- |
| 2014 | 法網 |      | 莎拉波娃   | 俄羅斯   | 6–4、65–7、6–4 |
| 2017 | 法網 |      | 奧斯塔朋科 | 拉脫維亞 | 4–6、6–4、6–3  |
| 2018 | 澳網 | 硬地 | 禾絲妮雅琪 | 丹麦     | 7–62、3–6、6–4 |

## WTA巡迴賽

### 單打冠軍（24）
- 2013 (6) - 紐倫堡（Nürnberger Versicherungscup）、荷蘭斯海爾托亨博（Topshelf公開賽）、布達佩斯大獎賽、紐黑文、莫斯科（克里姆林盃）、WTA冠軍錦標賽（聯邦銀行錦標賽）
- 2014 (2) - 多哈超五賽、布加勒斯特
- 2015 (3) - 深圳（龍崗金地公開賽）、杜拜超五賽（杜拜Duty Free女子賽）、印第安泉皇冠明珠賽（巴黎銀行公開賽）
- 2016 (3) - 馬德里皇冠明珠賽、布加勒斯特、加拿大(蒙特利爾)超五賽（羅渣士盃）
- 2017 (1) - 馬德里皇冠明珠賽
- 2018 (3) - 深圳（龍崗金地公開賽）、法網、加拿大(蒙特利爾)超五賽（羅渣士盃）
- 2019 (1) - 溫布頓
- 2020 (3) - 杜拜錦標賽（杜拜Duty Free女子賽）、布拉格、羅馬超五賽（意大利公開賽）
- 2022 (2) - 墨爾本夏季系列賽1 、加拿大(多倫多)超五赛